# Rue Baudrière
La rue Baudrière est située dans le centre-ville d'Angers, en France.

## Situation et accès
Elle s'étend sur 230 mètres, du sud-ouest au nord-est, dans le prolongement du pont de Verdun. Elle relie la rue de la Poissonnerie à la rue Saint-Laud.
C'est une rue commerçante en plein cœur d'Angers, se trouvant à deux pas de la place du Ralliement.
On y trouve le centre commercial Fleur d'eau sur la rive gauche de la rue, l'entrée se fait par la place Mondain-Chalouineau.

## Origine du nom
La dénomination de la voie indique la présence dans cette rue, durant le Moyen Âge, d'artisans travaillant le fer et le cuir (rua Baldrearia en 1200, vicus de la Baudreerie en 1265).

## Historique
Au XVIIIe siècle, durant la Révolution, la rue est baptisée « rue du Commerce ».
La rue prend officiellement son nom actuel en 1881, sur proposition présentée le 28 mars et adoptée le 8 avril, actant la réunion des rues Bourgeoise et Baudrière.

## Bâtiments remarquables et lieux de mémoire
Plusieurs maisons à colombages, datant de la période médiévale embellissent la rue.
On y trouve également une ancienne tour, la tour Villebon, et la Fontaine du Pied-Boulet, témoignages du riche passé angevin.

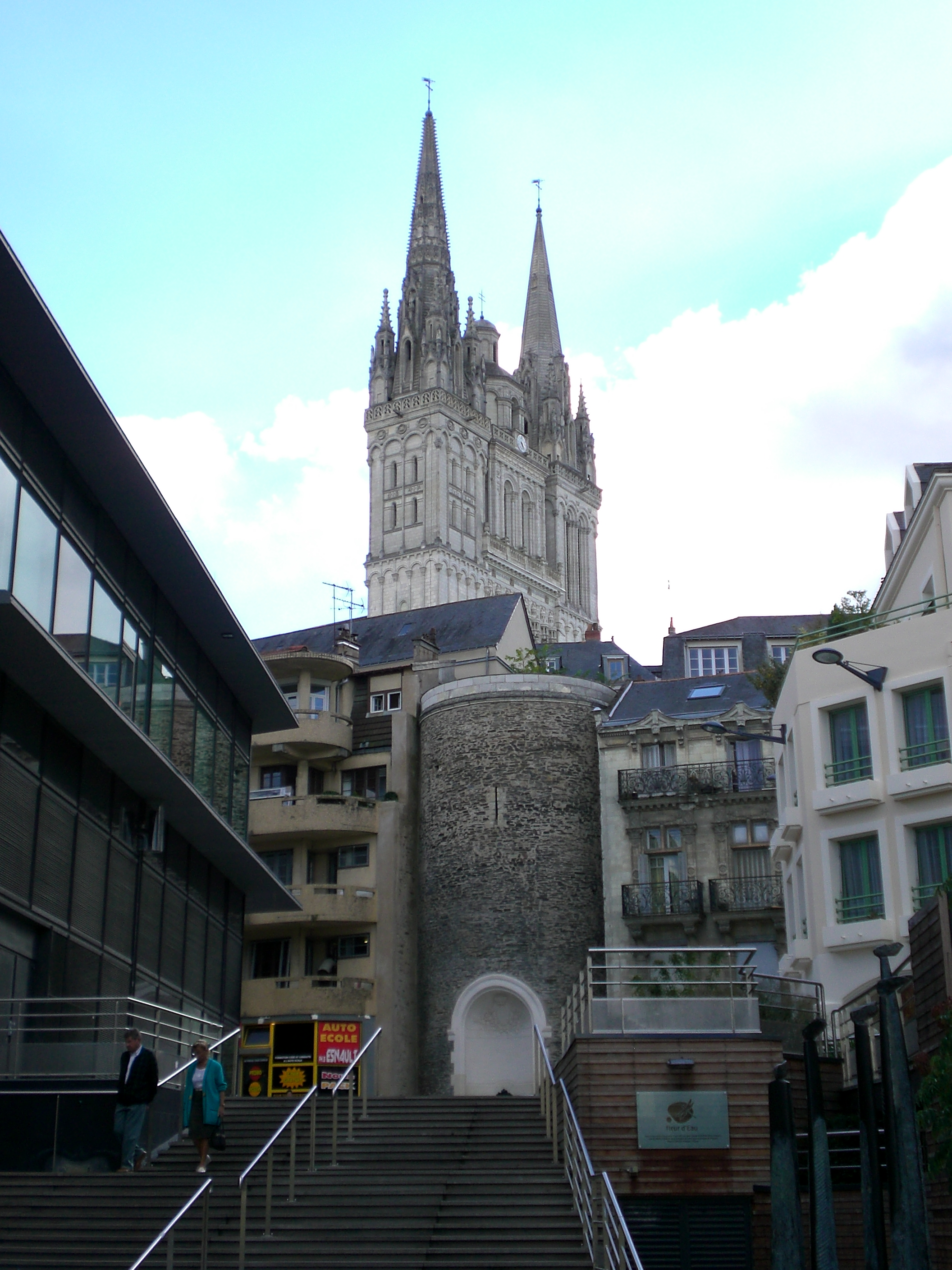
Tour médiévale Villebon de la rue Baudrière et la Cathédrale Saint-Maurice vue de la place de la République.
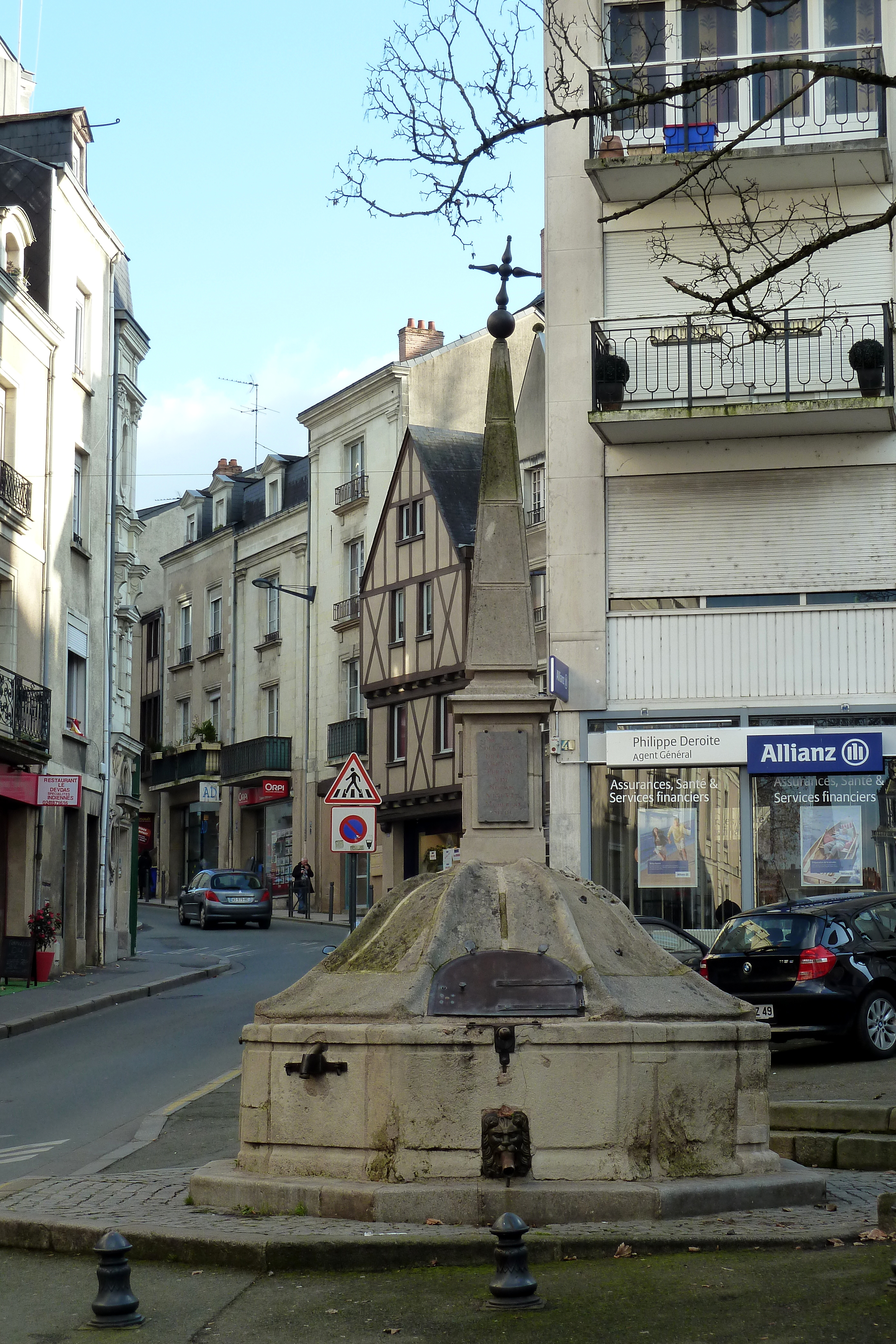
Fontaine du Pied-Boulet à l'entrée de la rue Baudrière